# Памятник Эрнсту Тельману (Москва)
Памятник лидеру немецких коммунистов Эрнсту Тельману установлен в 1986 году в Москве на площади Эрнста Тельмана у пересечения Ленинградского проспекта с улицей Черняховского. Авторы монумента — скульпторы Владимир и Валентин Артамоновы, архитектор Вениамин Нестеров. Памятник относится к категории «городская скульптура».

## История
15 мая 1985 года безымянная площадь на пересечении Ленинградского проспекта с улицей Черняховского получила имя Эрнста Тельмана (1886—1944) — председателя Коммунистической партии Германии. В соответствии с постановлением ЦК КПСС и Совета Министров СССР было решено к столетию лидера немецких коммунистов установить на этой площади памятник Эрнсту Тельману.
Как писал в своих дневниках помощник генерального секретаря ЦК КПСС Анатолий Черняев, было предложено два проекта памятника Тельману: один — братьев Артамоновых, второй — Крымова. Проект Артамоновых поддерживали молдаване во главе с Петром Лучинским, а вариант Крымова — Рыкин и Герберт Мис. Черняев тоже склонялся к варианту Крымова — там Тельман был изображён юношей в «юнгштурмовке» (форменной куртке Союза красных фронтовиков). Такой вариант больше подходил для тех, кто был хорошо знаком с биографией Тельмана. Однако для массового восприятия более близок «образ вождя», и поэтому выбор был сделан в пользу проекта братьев Артамоновых.
Торжественное открытие памятника состоялось 3 октября 1986 года. На митинге по случаю открытия памятника присутствовали Генеральный секретарь ЦК КПСС Михаил Горбачёв, член Политбюро и секретарь ЦК КПСС Егор Лигачёв, первый секретарь МГК КПСС Борис Ельцин, секретари ЦК КПСС Анатолий Добрынин и Вадим Медведев, председатель Государственного совета ГДР Эрих Хонеккер, председатель Германской коммунистической партии Герберт Мис, председатель Социалистической единой партии Западного Берлина Хорст Шмитт и дочь Эрнста Тельмана Ирма.
Выступая на митинге, Михаил Горбачёв сказал:
Нас собрала на этот митинг благодарная память о человеке, который всю свою жизнь отдал делу рабочего класса. Имя Эрнста Тельмана занимает достойное место в ряду великих сынов немецкого народа и выдающихся деятелей мирового коммунистического движения. Эрнст Тельман воплотил в себе лучшие черты пролетарского революционера-борца. Он был пламенным несгибаемым интернационалистом. Дело немецкого рабочего класса и интересы международного пролетариата, насущные заботы людей труда и цели социализма были для него единым нераздельным целым. Советским людям дорог этот человек, в честь которого названы улицы и площади. Эрнст Тельман, когда-то почётный депутат Моссовета, отныне становится навеки москвичом.
Эрих Хонекер в своей речи отметил:
Для нас, немецких коммунистов, сегодня волнующий день. Мы рады вместе с вами, дорогие москвичи, отмечать этот день. Памятник этот — дань уважения жизни и делу великого человека, революционера.

## Описание
Пятиметровая бронзовая фигура Эрнста Тельмана стоит на прямоугольном постаменте из красного гранита. Скульптура, подобно многим монументам эпохи Советского Союза, выполнена в революционном духе. Тельман стоит лицом к Ленинградскому проспекту, правая рука, сжатая в кулак, поднята в традиционном приветствии немецких рабочих. Его крепкая фигура пронизана энергией борца. На голове у него слегка сдвинутая на лоб кепка гамбургских портовиков — так называемая «тельмановка». Его взгляд обращён в даль. Здесь Тельман предстаёт в образе вождя.